# ドイツの建築
ドイツの建築（ドイツ語: Architektur in Deutschland）は、カロリング朝ルネサンスに始まり、現代建築へと続く長い歴史を持つ。豊かで多様な伝統が息づくその建築文化を、本稿では国の景観を象徴する建築物や、歴史に名を刻んだ建築家・技術者を通して概観する。
ドイツでは、長年にわたって諸公国や王国、自由都市、司教領などがそれぞれ独自の建築文化を築いてきた。そのため、都市ごと、さらには村ごとにも特色ある建築様式が残されており、今日のドイツには豊かな歴史的建築遺産が受け継がれている。しかし、大都市においては第二次世界大戦の戦禍が刻んだ爪痕が今もなお残り、歴史的建造物の多くは再建されたものとして点在し、それらを取り囲むように戦後の簡素な建築が広がっている。戦前に存在した約1600万戸の住宅のうち、現在もおよそ3分の2が存続しているという。一方で、中小都市には往時の趣を色濃く留めた旧市街が数多く残されており、「ドイツ木組みの家街道」や「ロマンティック街道」といった観光ルートを通じて結ばれ、訪れる人々を惹きつけてやまない。
言うまでもなく、ドイツの建築は隣国やほかの欧州諸国の建築文化と深く結びついている。建築様式は国境によって区切られるものではなく、「純然たるドイツ建築」を語ることは難しい。建築はつねに国境を越えて文化を結びつけ、時代を超えてその文化圏を象徴するものでもある。中世ヨーロッパを巡った建築職人の工房がそうであったように、またヴュルツブルクのレジデンツ宮殿に見られるバロック様式がそうであったように、建築は常に交流と影響の中で発展してきた。現代においては、建築家たちは国際的に活躍し、その作風が世界規模で共有されるようになっている。
ドイツの文化・建築景観を特徴づけるものとしては、木組み建築と急勾配の屋根をもつ歴史的な町並み、ロマネスクやゴシックの壮麗な聖堂、悠久の時を刻む城郭や宮殿、産業革命期の華やかなヴィラや整然とした街区（主に歴史主義建築）、北ドイツ特有のレンガゴシックやレンガ表現主義、ドイツで誕生したモダニズムのバウハウス運動、その後の機能性を重視した建築様式、そして個性豊かなポストモダン建築などが挙げられる。
ドイツには多くの文化財および建築遺産が保護されているが、すべての歴史的価値を持つ建造物が文化財として登録されているわけでは無い。それでも、ユネスコ世界遺産リストに登録された建造物の数は世界第3位を誇り、その豊かさは類を見ない（詳細は「ドイツの世界遺産」を参照）。中でもドイツを象徴する建築物としては、ベルリンのブランデンブルク門、国会議事堂（ライヒスターク）、テレビ塔、壮麗なるケルン大聖堂、ロマン主義の夢が具現化されたノイシュヴァンシュタイン城、さらに歴史の舞台となったヴァルトブルク城、フランクフルトのパウルス教会、ハンバッハ城などが挙げられる。